# Académie tahitienne
L’Académie tahitienne (en tahitien : Te Fare Vānaʻa) est une institution culturelle de Polynésie française, fondée en 1972 et composée de vingt membres élus par leurs pairs. Elle a pour but de sauvegarder, d'enrichir et de promouvoir la langue tahitienne. Elle est dirigée par Flora Aurima-Devatine depuis 2017.

## Historique

### Mise en place
Deux hommes sont à l'origine du projet d'une académie tahitienne : Martial Iorss (linguiste) et John Martin (responsable des émissions tahitiennes à Radio-Tahiti). Cependant le projet ne commence à se concrétiser qu'en 1967 lorsqu'il est accepté par le gouverneur Jean Sicurani ; il faut attendre encore 5 ans avant la création effective par un vote de l'Assemblée territoriale. Cette délibération du 2 août 1972 prévoit la mise en place d'une commission de désignation des 20 premiers académiciens, chargés de rédiger les statuts de l'Académie. La commission opère très rapidement, mais la première séance n'a lieu qu'en 1974.

### La première Académie

#### Les membres
Cette première Académie comprend notamment : 
- Flora Aurima-Devatine (1942) : professeur d’espagnol, poétesse en tahitien
- Hubert Coppenrath (1930) : alors curé de la cathédrale de Papeete
- John Doom (1936) : secrétaire général de l’Église évangélique de Polynésie française
- Yves Lemaitre (1936) : mathématicien et linguiste, directeur de l’ORSTOM de Papeete
- John Martin (1921-2012) : militaire
- Samuel Raapoto (1921-1976) : président de l’Église évangélique de Polynésie française
- Nedo Salmon (1925-1994) : conseiller territorial
- Francis Sanford (1912-1996) : député, démissionnaire en 1978
- Maco Tevane (1937-2013) : membre du Conseil de gouvernement

La liste des premiers académiciens indique bien que la langue tahitienne était pratiquée avec intérêt par de nombreux membres des catégories dirigeantes (fonctionnaires, hommes politiques, hommes d’Église), y compris des métropolitains d’origine (Yves Lemaître, mais aussi Paul Prévost, un linguiste installé à Papeete après une formation à l'INALCO).

#### Les travaux initiaux
Les premières séances ont lieu au siège de l'Église évangélique.
Les académiciens vont d'abord choisir un nom tahitien : l'expression Fare Vana'a (de Fare : maison et vana'a : 1) orateur, homme éloquent 2) conseil, avis, discours) reprend le nom d'une institution de la société ancienne, le lieu où les hommes âgés transmettaient leurs connaissances traditionnelles aux jeunes gens.
Puis ils rédigent les statuts de la société. Ceux-ci prévoient un bureau (To’ohitu) de sept membres élus pour un an (directeur, chancelier, secrétaire, trésorier et 3 assesseurs).

### Évolution et activités de l'Académie

#### Membres
Des vingt premiers académiciens, cinq sont encore membres à l’heure actuelle : Hubert Coppenrath, Flora Devatine, Ame Huri, Yves Lemaitre, Raymond Pietri. Parmi les nouveaux membres, on peut noter : Louise Peltzer, Duro Raapoto, Denise Terorotua (épouse Raapoto).

#### Grammaire et dictionnaires
L'Académie s'est d'abord consacrée à l'élaboration d'une grammaire tahitienne, publiée en décembre 1986, dont une version corrigée sort en 2009, puis à un dictionnaire tahitien-français, publié en 1999. Le dictionnaire tahitien-français est mis à jour en 2017 avec plus de 2300 nouveaux mots ; il intègre également les lexiques tahitien-français produits par l'Académie.
L'Académie travaille également sur un dictionnaire français-tahitien. Le premier tome (A à D) est publié en 2008. En 2015 paraît le deuxième tome (E à I), fruit d'un long travail de création de néologismes tahitiens.
En 2021, l'Académie publie un dictionnaire français-tahitien pour enfants.

#### Le dictionnaire en ligne
En novembre 2002, après plusieurs mois de travail intensif en coordination avec un comité d'académiciens composé de Mgr Hubert Coppenrath, Patua Coulin (dite « Mama Vaetua »), John Doom, John Martin, Raymond Pietri, Winston Pukoki et Maco Tevane, le dictionnaire tahitien-français numérique est réalisé par deux jeunes polynésiens passionnés (Teiva Saranga et Kaimana Van Bastolaer) et mis en ligne sous la forme d'un site web public afin de diffuser les travaux de l'Académie au plus grand nombre. Une attention particulière fut apportée à la restitution d'une graphie respectueuse des travaux de l'institution, notamment au niveau des voyelles longues appelées « Tarava ». Enfin, la prise en compte des différentes prononciations de mots à l'apparence identique mais au sens très différents, fut un autre défi de taille à relever. Au mois de juin 2012, plus de 785.000 recherches ont été effectuées dans ce dictionnaire en ligne[réf. nécessaire]. En 2017, une nouvelle version de ce dictionnaire est mise en ligne, qui ajoute la possibilité de rechercher la traduction de mots français en tahitien et d'écouter la prononciation de certains mots tahitiens, ainsi que l'indexation des champs sémantiques et des informations sur l'étymologie des mots tahitiens.

#### Autres publications et activités
L'Académie a produit des manuels scolaires : un pour le primaire : Ta’u puta reo Tahiti (1979), un pour le secondaire : Hei pua ri’i, recueil de morceaux choisis (1982-1997). Elle a aussi publié un Lexique du vocabulaire technique (liste de néologismes à usage des administrations), le premier tome en 1981-1987 et le deuxième tome en 2015.
Par ailleurs, certains membres de l'Académie contribuent à d'autres ouvrages, comme Voltina Dauphin qui dirige le lexique tahitien-français/français-tahitien, publié en 2015 par le service de la traduction et de l'interprétariat tahitien, qui s'appuie notamment sur les dictionnaires de l'Académie.
En 2022, l'Académie tahitienne fête ses 50 ans en publiant une vingtaine d'ouvrages littéraires en langue tahitienne.

## Autres académies et associations linguistiques de Polynésie française

### Îles Marquises
L'Académie marquisienne a été créé en 2000, avec le nom local de Tuhuna Eo Enata.

### Tuamotu
L'Académie pa'umotu date ici de décembre 2008 : Académie pa’umotu – Karuru vanaga, avec 14 membres. Cette société est fondée sur l’association Te Reo o te Tuamotu, créée en 2000 (président : Jean Kape).

### Îles Gambier
À l'heure actuelle, il n'y existe qu'une association : Reo Magareva.